# NGC 2106
NGC 2106 je galaksija u zviježđu Zecu.

## Vanjske poveznice
- SEDS: NGC 2106